# Pablo Fábregas
Pablo Daniel Fábregas (Buenos Aires, 17 de diciembre de 1973) es un actor, comediante, director, productor,  guionista y presentador de radio argentino. Es reconocido como una de las figuras pioneras del stand up en Argentina, con una trayectoria que abarca más de dos décadas en radio, televisión, teatro y plataformas digitales.

## Biografía

### Radio y televisión
En radio, co-conduce el programa Vuelta y Media por Urbana Play, junto a Sebastián Wainraich y Julieta Pink. También participó en otros espacios radiales como Metro y Medio por FM Metro 95.1.
En televisión, trabajó como guionista y productor en especiales de stand up para canales como VH1 y Comedy Central Latinoamérica. Además, colaboró en campañas publicitarias para marcas como LAN, Peugeot y Banco Macro.

### Teatro
En teatro ha desarrollado y protagonizado numerosos espectáculos de stand up. Junto a Fernando Sanjiao integró una dupla destacada en el género, presentando obras como Cachivache, Canchero, Pucha, Mucho y más recientemente Más Comedia, una propuesta que combina monólogos individuales e improvisación con participación del público.
En 2021 estrenó Inestable, un unipersonal creado durante la pandemia de COVID-19 que mezcla monólogo, imágenes y música en vivo. El espectáculo reflexiona sobre el encierro, las emociones y los rituales cotidianos.
En 2025, dirigió la adaptación argentina de Fully Committed, bajo el nombre Agotados, protagonizada por Ariel Staltari, en cartel en el teatro Paseo La Plaza de Buenos Aires.

### Cine
Fábregas también incursionó en el cine como guionista. En 2025 estrenó Mazel Tov, un proyecto cinematográfico en conjunto con Adrián Suar, Hernán Guerschuny y Ariel Staltari.

## Estilo
Pablo Fábregas define su estilo humorístico como una forma de honestidad. Ha señalado que el humor funciona mejor cuando parte de vivencias reales y sin filtros. En diversas entrevistas, ha expresado su postura crítica hacia la autocensura, promoviendo un humor reflexivo y comprometido socialmente.

## Vida personal
Vive en la ciudad de Buenos Aires y tiene un hijo llamado Benito. Convive con su pareja, Inés, fotógrafa profesional. Muchas de sus vivencias personales, en especial las familiares, forman parte de sus rutinas de stand up.

## Obras destacadas
- Canchero
- Mucho
- Inestable
- Más Comedia (con Fernando Sanjiao)
- Agotados (dirección)